# Seznam slovenských hudebních skupin
Seznam slovenských hudebních skupin je abecedně řazený seznam, který obsahuje základní informace o slovenských hudebních skupinách působících v oblasti populární hudby (kromě dechových kapel), a to bez ohledu na to, zda pro danou skupinu existuje samostatný článek nebo nikoliv.
Seznam nemusí být úplný ani aktuální, vzniká pouze na základě příspěvků uživatelů.

## Poznámka
Dechové kapely – viz článek Seznam slovenských dechových kapel.

## *
| Název    | Žánr       | Doba působení     | Místo           | Odkazy          |
| 100 múch |            | 2005 – současnost | Banská Bystrica | Stránky skupiny |
| 2H+      | hip hop    | 2001 – současnost | Bratislava      | Info o skupině  |
| 2-ja     |            | 2004 – současnost |                 | Info o skupině  |
| 3plus1   |            | 2003 – současnost |                 | Info o skupině  |
| 3ses3    | punkrock   | 2003 – současnost |                 | Stránky skupiny |
| 4.ChS    | jazz, rock | 2002 – současnost | Prievidza       | Stránky skupiny |

Nahoru

## A
| Název              | Žánr                 | Doba působení     | Místo             | Odkazy                                                       |
| A.M.O.             | hip hop              | 2003 – současnost |                   | Stránky skupiny                                              |
| Abstract           | Instrumentální metal | 1995 – současnost | Banská Bystrica   | Stránky skupiny                                              |
| AC+                |                      | 1982 – současnost |                   | Stránky skupiny                                              |
| A´Conto            | funky, latino        | 1985 – současnost | Bratislava        | Stránky skupiny                                              |
| AMC TRIO           | jazz                 | 1993 – současnost | Prešov            | Stránky skupiny                                              |
| Acharai            |                      | 2005 – současnost |                   | Stránky skupiny,                                             |
| Acornhoek          |                      |                   |                   | Stránky skupiny                                              |
| Adriel             |                      | 1974 – současnost |                   | Info o skupině                                               |
| Aliby              | rock                 | 2003 – současnost | Košice            |                                                              |
| Ali Ibn Rachid     | alternativa          | 1986 – současnost | Prešov/Bratislava |                                                              |
| Alli jazz band     | jazz                 | 1946 – současnost | Sereď             | Stránky skupiny                                              |
| All Time Jazz Trio | jazz                 | 2001 – současnost |                   |                                                              |
| Alone              |                      |                   |                   | Stránky skupiny                                              |
| Alternatiwe        |                      | 2006 – současnost |                   | Stránky skupiny                                              |
| Amfortas           |                      | 1992 – současnost | Bratislava        | Stránky skupiny Archivováno 31. 12. 2008 na Wayback Machine. |
| Anatomist          | death metal          |                   | Prešov            | Stránky skupiny                                              |
| Antropoid          |                      | 2003 – současnost |                   | Stránky skupiny                                              |
| Arzén              | rock                 | 1983 – současnost | Žilina            | Stránky skupiny                                              |
| Aspol              | folk                 | 1997 – současnost |                   | Info o skupině                                               |
| Attack             |                      |                   |                   | Stránky skupiny                                              |
| AYA                |                      | 1992 – současnost | Žilina            | Stránky skupiny                                              |

Nahoru

## B
| Název                     | Žánr                                                                                            | Doba působení      | Místo      | Odkazy                                                      |
| Babylon                   | rock                                                                                            |                    |            | Info o skupině Archivováno 4. 2. 2009 na Wayback Machine.   |
| Backwards                 |                                                                                                 | 1995 – současnost  | Košice     | Stránky skupiny                                             |
| Bačova fujara             | punk, rock                                                                                      | 2001 – současnost  | Martin     | Stránky skupiny                                             |
| Banda                     |                                                                                                 | 2003 – současnost  |            | Stránky skupiny Archivováno 23. 1. 2009 na Wayback Machine. |
| Banket                    |                                                                                                 | 1984 – 1991        | Bratislava | Info o skupině                                              |
| Barabura                  |                                                                                                 | 2005 – současnost  |            | Info o skupině (anglicky)                                   |
| Barflies                  | alternativní rock                                                                               | 2003 – ?           |            | Info o skupině                                              |
| Baron Blade               | metal                                                                                           | 2002 – současnost  | Žilina     | Stránky skupiny                                             |
| Bashavel                  | jazz,                                                                                           | 2006 – současnost  |            | Info o skupině                                              |
| Bastat                    | heavy metal, hard rock                                                                          |                    | Michalovce | Info o skupině                                              |
| Beatmakers                | bigbít                                                                                          | 1963 – ?           | Prešov     | Info o skupině                                              |
| Beatmen                   | bigbít                                                                                          | 1964 – 1966        |            |                                                             |
| Bee Connection            | funky, jazz, soul                                                                               | 1999? – současnost |            |                                                             |
| Belasí                    | country                                                                                         | 1982 – současnost  |            | Stránky skupiny                                             |
| Bembeez                   |                                                                                                 | 2008 – současnost  | Brusno     | Stránky skupiny                                             |
| Bertikovci                | gypsi                                                                                           |                    |            | Stránky skupiny,                                            |
| Bez ladu a skladu         |                                                                                                 | 1985 – 2000        |            | Info o skupině                                              |
| Bezmocná hŕstka           |                                                                                                 | 1990 – ?           |            |                                                             |
| B.F.O.                    | folk                                                                                            |                    | Bratislava | Info o skupině                                              |
| Blue Sundown              |                                                                                                 | 1996 – současnost  |            | Stránky skupiny                                             |
| Blueland                  | bluegrass                                                                                       | 1995 – současnost  |            |                                                             |
| Bread & Wine              |                                                                                                 | 2006 – současnost  |            | Stránky skupiny                                             |
| Bratislava Hot Serenaders |                                                                                                 | 1991 – současnost  |            | Stránky skupiny                                             |
| B.S.C.                    |                                                                                                 | 1991 – současnost  |            | Stránky skupiny                                             |
| Bublifook                 |                                                                                                 | 2003 – současnost  |            | Info o skupině Archivováno 4. 2. 2009 na Wayback Machine.   |
| Bukasový masív            | (Západoslovenské)NATURAL – COUNTRY Rock and roll Rockabilly (v některých písničkách také) blues | 1984 – současnost  | Modra      | Info o skupině                                              |

Nahoru

## C
| Název                  | Žánr                  | Doba působení                  | Místo                | Odkazy                                                      |
| Cafe Edit              | folk-world music      |                                | Bratislava           |                                                             |
| Centrum Rozbitého Skla | pop rock-elektro-punk | 2000 – 2008                    | Moravský Svätý Ján   | Stránky skupiny Archivováno 1. 2. 2009 na Wayback Machine.  |
| Cenzura Oi!band        | punk                  | 2000 – současnost              | Bratislava           | Stránky skupiny                                             |
| City Boys              |                       | 1998 – současnost              | Trnava               | Info o skupině                                              |
| The Clear              |                       | 2000 – současnost              | Košice               | Stránky skupiny                                             |
| Cliché                 | arogant pop           |                                | Bratislava           | Stránky skupiny Archivováno 19. 1. 2009 na Wayback Machine. |
| Close harmony friends  | vokální skupina       | 1990 – současnost              |                      | Stránky skupiny                                             |
| Collegium Musicum      | art rock              | 1970 – 1979                    |                      | Info o skupině Archivováno 30. 10. 2007 na Wayback Machine. |
| Collegium SDS          |                       | 1987 – 1999, 2003 – současnost |                      | Info o skupině                                              |
| Common Pippal          | reggae                |                                |                      | Stránky skupiny                                             |
| Coolaction             |                       | 1998 – současnost              | Prešov               | Stránky skupiny                                             |
| CoolHunter             |                       | 2005                           | Bratislava           | Stránky skupiny                                             |
| Country dostavník      | country               |                                | Trnava               | Stránky skupiny Archivováno 4. 2. 2009 na Wayback Machine.  |
| Country kravy          | country               |                                | Bánovce nad Bebravou |                                                             |
| Crash Dolls            | rock 'n' roll         |                                |                      | Info o skupině                                              |
| Credo                  |                       | 1990 – současnost              |                      | Stránky skupiny                                             |
| Čisté Tvary            |                       | 1999 – současnost              |                      | Info o skupině                                              |
| Čochciari              |                       | 1988 –                         |                      | Info o skupině Archivováno 4. 2. 2009 na Wayback Machine.   |

Nahoru

## D
| Název                          | Žánr                                   | Doba působení                  | Místo             | Odkazy                                                      |
| D–Night                        |                                        | 1995 – 1999, 2002 – současnost | Košice            | Stránky skupiny                                             |
| D zmrds                        | Punk rock                              | 2001 – současnost              |                   | Stránky skupiny Archivováno 18. 1. 2021 na Wayback Machine. |
| Davová psychóza                | Punk rock                              | 1987 – současnost              | Bratislava        | Stránky skupiny Archivováno 8. 8. 2012 na Wayback Machine.  |
| Daxon                          | gypsi,                                 | 1989 – současnost              | Humenné           | Info o skupině                                              |
| Deep Sense                     |                                        |                                | Námestovo         | Stránky skupiny                                             |
| Delirium                       | thrash metal                           | 2000 – současnost              | Rimavská Sobota   | Info o skupině                                              |
| Depresy                        | death metal                            | 1991 – současnost              |                   | Info o skupině                                              |
| Dereš                          | bigbít, heavy metal                    | 1985 – současnost              |                   | Info o skupině                                              |
| Derrickove dedukčné schopnosti | Punk rock                              | od 1994? – do 1995?            | Prešov            | Info o skupině                                              |
| Desire                         |                                        | 2001 –                         | Prešov            | Info o skupině                                              |
| Desmod                         | rock, Punk rock, heavy metal, pop rock | 1996 – současnost              | Nitra             | Stránky skupiny                                             |
| Devínska Nová Vec              | Punk jazz, funk                        | 1984 – 1986                    | Bratislava        |                                                             |
| Dimenzia X                     |                                        | 1991 – současnost              | Bratislava        |                                                             |
| Divozel                        | folk                                   |                                | Košice            | Stránky skupiny                                             |
| Dlhé diely viz Longital        |                                        |                                |                   |                                                             |
| Dorian Gray                    |                                        | 1992 – současnost              |                   | Stránky skupiny                                             |
| Drišľak                        | folk                                   | 1988 – současnost              | Vranov nad Topľou | Stránky skupiny                                             |
| Druhá L!ga                     | Punk rock                              | 2001 – současnost              |                   | Stránky skupiny                                             |
| Druhá Strana                   | rap, hip hop                           | 1997 – současnost              | Petržalka         | Stránky skupiny                                             |
| Druhý Zmysel                   | rock                                   | 2004 – současnost              | Nitra             | Info o skupině                                              |
| Družina                        |                                        |                                |                   | Stránky skupiny                                             |
| Drvivá menšina                 | hip hop                                |                                | Bratislava        | Stránky skupiny Archivováno 9. 2. 2009 na Wayback Machine.  |
| Dúha                           | folk                                   |                                | Prievidza         | Info o skupině                                              |
| DVD Lucy                       |                                        |                                | Poprad            | Info o skupině                                              |
| Dysanchely                     | death metal                            | 1995 – současnost              | Trnava            | Stránky skupiny                                             |

Dostavník
Bánovce nad Bebravou
country skupina
posobenie 1994–súčastnost
www.dostavnik.estranky.sk
Nahoru

## E
| Název                | Žánr               | Doba působení     | Místo      | Odkazy                                                     |
| Ear Drum Kru         |                    | 1996 – současnost |            | Info o skupině                                             |
| Ears                 |                    | 1993 – současnost | Košice     | Stránky skupiny                                            |
| Editor               | thrash metal       | 1988 – současnost | Martin     | Stránky skupiny                                            |
| Elán                 | pop rock           | 1968 – současnost | Bratislava | Stránky skupiny                                            |
| Espé                 | gospel, rock,      |                   | Sliač      | Stránky skupiny                                            |
| Essence Of Existence |                    | 1998 –            |            | Info o skupině                                             |
| Ethereal Pandemonium | pagan metal        | 1996 – 2008       | Bratislava |                                                            |
| Ex-Tip               | punk rock          | 1979 – současnost | Bratislava | Info o skupině                                             |
| Exfónia              | folk, jazz, blues, |                   |            | Stránky skupiny                                            |
| Exil                 |                    | 1991 – současnost |            | Stránky skupiny Archivováno 4. 2. 2009 na Wayback Machine. |
| Extasy               |                    | 1995 – současnost | Košice     | Info o skupině                                             |

Nahoru

## F
| Název           | Žánr                              | Doba působení     | Místo             | Odkazy                                                     |
| Fermata         | jazz rock                         | 1973 – současnost | Bratislava        | Stránky skupiny                                            |
| Festa Bang      |                                   | 2007 – současnost |                   | Info o skupině                                             |
| Flamenco Clan   |                                   | 1997 – současnost |                   | Info o skupině                                             |
| Flowline        |                                   |                   |                   | Stránky skupiny                                            |
| Folktón         | folk, country,                    | 2000 – současnost | Partizánske       | Info o skupině                                             |
| Forent          | punk rock,                        | 2002 – současnost |                   | Info o skupině                                             |
| Fragile         | vokální skupina, rock, pop, jazz, |                   |                   | Stránky skupiny                                            |
| Freďáci         |                                   | 1993 – současnost | Skalica           | Stránky skupiny                                            |
| Free Faces      | alternativa                       | 1997 – 2000       |                   |                                                            |
| Freebird        | hard rock                         | Sereď             | 2009 – současnosť |                                                            |
| FrutiTutiPinter | Punk rock                         |                   |                   | Stránky skupiny Archivováno 4. 2. 2009 na Wayback Machine. |
| Funny Fellows   |                                   |                   |                   | Stránky skupiny                                            |
| Futurama        | bigbít                            | 1962 – 1966       | Prešov            | Info o skupině                                             |

Nahoru

## G
| Název              | Žánr                       | Doba působení     | Místo           | Odkazy                                                     |
| Gajare Underground | punk                       | 2006 – současnost | Malacky         | Stránky skupiny                                            |
| Gattch             | progressive rock           | 1969 – 1974       | Nové Zámky      | Info o skupině                                             |
| Gazdasgrind        |                            | 1998 – současnost | Banská Bystrica | Stránky skupiny Archivováno 9. 2. 2009 na Wayback Machine. |
| Gipsy Culy         | gipsy,                     | 2001 – současnost |                 | Info o skupině                                             |
| Gladiátor          |                            | 1989 – současnost | Nitra           | Stránky skupiny                                            |
| Gloom              | doom metal                 | 2001 – současnost | Sabinov         | Stránky skupiny                                            |
| Good Reason        | punk rock                  | 2002 – současnost | Bratislava      | Info o skupině                                             |
| Good fancy         | rock, pop                  | 2004 – současnost | Košice          | Stránky skupiny                                            |
| Grassland          | bluegrass,                 |                   |                 | Info o skupině[nedostupný zdroj]                           |
| Gravis             |                            | 1979 – 198?, 199? | Bratislava      | Info o skupině                                             |
| Groovin´ Heads     | funky, jazz, fussion, soul | 2005 – současnost | Prešov          | Info o skupině                                             |
| Grobiani           | punk rock,                 | 2003 – současnost |                 | Stránky skupiny                                            |

Nahoru

Gramo rokazz hip-hop

## H
| Název            | Žánr                                    | Doba působení     | Místo           | Odkazy                           |
| H16              | hip hop                                 | 2003 – současnost | Bratislava      | Info o skupině                   |
| Hasiaci Prístroj | Punk rock                               |                   | Banská Bystrica | Info o skupině                   |
| Heaven's Shore   | gospel,                                 |                   | GB, SK          | Stránky skupiny                  |
| Heľenine oči     | folk, metal                             |                   | Prešov          | Stránky skupiny                  |
| Hemano           |                                         |                   | Košice          | Info o skupině[nedostupný zdroj] |
| Hex              | pop rock                                | 1989 – současnost | Bratislava      | Stránky skupiny                  |
| Home Made Mutant |                                         |                   |                 | Info o skupině                   |
| Horkýže Slíže    | punk rock, heavy metal, rock, folk rock | 1992 – současnost | Nitra           | Stránky skupiny                  |
| Hospital Bukra   | Punk rock, hard rock,                   | 1995 – současnost |                 | Stránky skupiny                  |
| Hot House        |                                         | 2000 – současnost |                 | Info o skupině[nedostupný zdroj] |
| Hrdza            | folk, country                           | 1999 – současnost | Prešov          | Stránky skupiny                  |
| Hudba z Marsu    |                                         |                   | Trnava          | Info o skupině                   |
| Hugo orchestra   |                                         | 2001 – současnost | Bratislava      |                                  |
| Hurikán          |                                         | 1969 – současnost |                 | Stránky skupiny                  |
| HuRyTan          |                                         | 1977 – současnost |                 | Stránky skupiny                  |

Nahoru

## Ch
| Název                    | Žánr                           | Doba působení     | Místo   | Odkazy          |
| Chiki liki tu-a          | alternativní rock              | 1994 – současnost | Prešov  | Stránky skupiny |
| Chór vážskych muzikantov | alternativní rock, underground | 1980 – současnost | Trenčín | Stránky skupiny |

Nahoru

## I
| Název      | Žánr                | Doba působení                  | Místo      | Odkazy                                                      |
| Ichthys    |                     |                                | Hlohovec   | Stránky skupiny                                             |
| IgiTot     |                     | 2003 – současnost              | Košice     | Info o skupině                                              |
| IMT Smile  | pop rock            | 1992 – současnost              | Prešov     | Stránky skupiny                                             |
| In Justice |                     | 2003 – současnost              |            | Stránky skupiny                                             |
| Iné Kafe   | punk rock, pop punk | 1995 – 2006, 2008 – současnost | Bratislava | Stránky skupiny                                             |
| Instinct   | pop rock            | 2011 – současnost              | Praha      | Stránky skupiny                                             |
| Interval   | folk,               |                                | Prešov     | Info o skupině[nedostupný zdroj]                            |
| Irónia     | Punk rock,          |                                | Prešov     | Stránky skupiny Archivováno 20. 5. 2009 na Wayback Machine. |
| Isabelle   |                     | 1987 – současnost              |            | Info o skupině[nedostupný zdroj]                            |

Nahoru

## J
| Název                 | Žánr      | Doba působení     | Místo           | Odkazy                           |
| Januárové prekvapenie |           | 1998 – současnost | Vráble          | Stránky skupiny                  |
| J.F.R.                |           | 2002 – současnost | Košice          |                                  |
| Jasoň                 | folk,     | 1996 – současnost | Sklené Teplice  | Stránky skupiny                  |
| Jazdci                | country   | 1970 – současnost | Banská Bystrica | Stránky skupiny                  |
| Jediná možnosť        | Punk rock | 2002 – současnost | Lajlovec        | Stránky skupiny                  |
| Jednofázové kvasenie  |           | 1982 – současnost |                 | Stránky skupiny                  |
| Jendruchovci          | gospel    | 1994 – současnost |                 | Stránky skupiny                  |
| Jerichove trúby       | gospel    | 1998 – současnost |                 | Info o skupině                   |
| Jocara                | gospel    | 1995 – současnost | Ružomberok      | Info o skupině[nedostupný zdroj] |

Nahoru

## K
| Název               | Žánr            | Doba působení                           | Místo              | Odkazy                                                      |
| Kalumet             | folk,           | 1990 – současnost                       | Bratislava         | Info o skupině                                              |
| Kamienok            | country,        | 1999 – současnost                       |                    | Stránky skupiny                                             |
| Kanapa              |                 |                                         | Vráble             | Info o skupině                                              |
| Kapucíni            | gospel,         |                                         |                    | Info o skupině                                              |
| Karavana            | ska, reggae,    | 1997 – současnost                       |                    | Stránky skupiny                                             |
| Karpatské chrbáty   |                 | 1982 – současnost                       | Vrbové             | Stránky skupiny                                             |
| Karpatské horké     |                 | 2004 – současnost                       | Modra              | Stránky skupiny Archivováno 22. 3. 2009 na Wayback Machine. |
| Karpatskí Pastieri  |                 | 2001 – současnost                       | Vrbové             | Stránky skupiny                                             |
| Karpina             |                 | 1989–1996, 1997–2002, 2003 – současnost |                    | Stránky skupiny                                             |
| KaTea (ex Turkovci) |                 | 2001 – současnost                       |                    | Stránky skupiny                                             |
| Kéfas               | gospel,         | 1994 – současnost                       |                    | Stránky skupiny                                             |
| Kerberos            | folk,           | 2003 – současnost                       |                    | Info o skupině                                              |
| Koma                |                 | 2003 – současnost                       | Krásno nad Kysucou | Stránky skupiny                                             |
| Komajota            | pop rock        | 2005 – současnost                       | Prešov             | Info o skupině                                              |
| Kompromis           | gospel          | 1993 – současnost                       |                    | Info o skupině Archivováno 14. 2. 2009 na Wayback Machine.  |
| Konflikt            | punk rock       | 1990 – současnost                       | Šamorín            | Stránky skupiny                                             |
| Kontrafakt          | hip hop         | 2001 – současnost                       | Piešťany           | Stránky skupiny                                             |
| Kortina             |                 | 1999 – současnost                       |                    | Stránky skupiny                                             |
| Kosa z nosa         | Punk rock       | 1987 – současnost                       | Bratislava         | Info o skupině                                              |
| Kotúče DM           |                 | 2005 – současnost                       | Bratislava         | Stránky skupiny                                             |
| Kredenc             | country,        | 1987 – současnost                       |                    | Stránky skupiny                                             |
| Kreš                | rock,           | 2001 – současnost                       |                    | Stránky skupiny                                             |
| Križiaci            | gospel,         | 2001 – 2002, 2002 – současnost          | Trstená            | Stránky skupiny                                             |
| Kruhy               | vokální skupina |                                         |                    | Stránky skupiny                                             |
| Kss                 | punk rock       | 1994 – současnost                       | Michalovce         | Stránky skupiny                                             |
| Krypton             | rock,           | 2003 – současnost                       |                    | Stránky skupiny                                             |
| Kvety nikotínu      |                 |                                         |                    | Stránky skupiny                                             |
| Kvety v podpaží     |                 | 1995 – současnost                       | Košice             | Stránky skupiny                                             |

Nahoru

## L
| Název             | Žánr                      | Doba působení          | Místo           | Odkazy                                                      |
| Lámačské chvály   | gospel,                   | 1994 – současnost      | Bratislava      | Stránky skupiny                                             |
| Lavagance         | rock, elektronická hudba, | 2004 – současnost      |                 | Stránky skupiny Archivováno 6. 10. 2022 na Wayback Machine. |
| Le Payaco         |                           | 1996 – 2006            | Bratislava      | Stránky skupiny                                             |
| Legáto            |                           | 2006 – současnost      | Nitra           | Info o skupině                                              |
| Lekra             | folk, rock,               |                        |                 | Stránky skupiny                                             |
| Lesní škriatkovia | folk, country, rock,      | 1983 –                 | Levice          | Info o skupině                                              |
| LOBBY             | eurodance                 | 1994–2001              |                 | Info o skupině                                              |
| Lojzo             | folk, country, rock, pop  | 1982 – současnost      | Bratislava      | Stránky skupiny                                             |
| Longital          |                           | 2006 – současnost      | Bratislava      | Stránky skupiny                                             |
| Louiziana         | country,                  | 1985 – současnost      | Prievidza       | Stránky skupiny                                             |
| Love4Money        | funky, rock               | 1999 – ?               | Bratislava      |                                                             |
| Lúče              |                           | 1978 –                 | Likavka         | Info o skupině                                              |
| Lunárne Legendy   | rock,                     |                        | Banská Bystrica | Info o skupině                                              |
| LUZA              | hip hop                   | 1995–1996 – současnost | Bratislava      | Info o skupině                                              |

Nahoru

## M
| Název                  | Žánr                             | Doba působení         | Místo             | Odkazy                                                      |
| M.E.L.L.               | folk, blues, jazz                | 1998 – současnost     | Rimavská Sobota   | Info o skupině                                              |
| Made 2 Mate            | funky,                           | 1993 – 1998, 2003 – ? |                   | Info o skupině[nedostupný zdroj]                            |
| Maduar                 | dancefloor,                      | 1986 – současnost     | Rimavská Sobota   | Stránky skupiny                                             |
| Malý Princ             |                                  | 2002 – současnost     | Prešov            | Info o skupině                                              |
| Majster Kat            | thrash metal                     | 2001 – současnost     | Bratislava        | Stránky skupiny Archivováno 5. 12. 2007 na Wayback Machine. |
| Mango Molas            |                                  | 1998 – ?              |                   | Info o skupině                                              |
| Margot                 | rock                             | 1999 – současnost     | Bratislava        | Stránky skupiny                                             |
| Mariachi Sin Fronteras | mariachi                         |                       | Bratislava        | Stránky skupiny                                             |
| MassRiot 2004          | rock,                            |                       |                   | Stránky skupiny                                             |
| Matka Guráž            |                                  | 1995 – současnost     |                   | Info o skupině                                              |
| MC Erik & Barbara      | eurodance, pop music             | 1995 – 1998           |                   |                                                             |
| Meantime               | bluegrass                        | 2003 – současnost     |                   | Info o skupině                                              |
| Memento                | hard rock,                       | 2000 – současnost     |                   | Info o skupině                                              |
| Metalinda              | hard rock, rock                  | 1983 – současnost     | Bratislava        | Stránky skupiny                                             |
| Metelica               | gospel,                          |                       |                   | Info o skupině                                              |
| Metla                  | hard rock,                       | 1988 – současnost     | Ružomberok        | Info o skupině                                              |
| Mid Garden             | alternative rock,                | 2011 – současnost     | Žilina            | Info o skupině                                              |
| Mimicry                | gospel,                          | 1997 – současnost     | Ružomberok        | Info o skupině[nedostupný zdroj]                            |
| Mince vo fontáne       |                                  | 1999 – současnost     | Liptovský Mikuláš | Stránky skupiny                                             |
| Minerva                |                                  |                       |                   | Info o skupině                                              |
| Mizar                  |                                  | 2003 – současnost     | Lučenec           | Stránky skupiny Archivováno 21. 2. 2009 na Wayback Machine. |
| Mloci                  | country, folk                    | 1984 – současnost     | Prešov            | Stránky skupiny                                             |
| Modus                  | rock, pop                        | 1967 – současnost     | Bratislava        | Info o skupině                                              |
| Modrí jazdci           | country,                         | 1999 – současnost     | Modra             | Stránky skupiny                                             |
| Moja Reč               | hip hop                          | 2004 – současnost     | Handlová          | Stránky skupiny                                             |
| Money Factor           | hard rock, heavy metal, pop rock | 1986 – 1994           |                   | Info o skupině                                              |
| Montana                | folk, country, rock              | 1998 –                | Košice            | Info o skupině                                              |
| Monte Rosa             |                                  | 1987 – současnost     |                   | Stránky skupiny                                             |
| Moonfog                | death metal                      | 2000 – současnost     |                   | Stránky skupiny Archivováno 7. 2. 2009 na Wayback Machine.  |
| Mordibathor            | death metal                      | 2002 – současnost     |                   | Stránky skupiny Archivováno 4. 2. 2009 na Wayback Machine.  |

Nahoru

## N
| Název               | Žánr                        | Doba působení     | Místo      | Odkazy                            |
| Na Smiech           | Punk rock,                  |                   | Revúca     | Info o skupině                    |
| Náhodní pocestní    |                             | 2001 – současnost |            | Stránky skupiny[nedostupný zdroj] |
| Náhodní Známi       |                             |                   |            | Stránky skupiny                   |
| New Country Express | country,                    | 2000 – současnost |            | Stránky skupiny                   |
| N.D.E.              | gospel, rock,               | 2005 – současnost | Bratislava | Info o skupině                    |
| Next Page           | rock'n'roll,                |                   | Trenčín    | Info o skupině                    |
| No Gravity          |                             | 1996 – současnost |            | Stránky skupiny                   |
| No Name             | rock, pop rock              | 1996– současnost  | Košice     | Stránky skupiny                   |
| Nocadeň             | alternatívní rock, pop rock | 1997 – současnost | Košice     | Stránky skupiny                   |
| Nová pieseň         | gospel,                     |                   |            | Stránky skupiny                   |
| Nová rieka          | folk, rock,                 |                   | Prešov     | Info o skupině                    |
| Nuda                | pop rock                    | 1998–2005         | Prešov     | Info o skupině                    |

Nahoru

## O
| Název       | Žánr                   | Doba působení     | Místo            | Odkazy                            |
| O.B.D       |                        | 1993 – současnost |                  | Info o skupině[nedostupný zdroj]  |
| Obliterate  | death metal, grindcore | 1992 – současnost | Košice           | Info o skupině                    |
| Oči jasajú  |                        | 1995 – současnost | Svätý Jur        | Stránky skupiny                   |
| Oli&Lu      | folk                   | 2005 – současnost |                  | Stránky skupiny[nedostupný zdroj] |
| Otlaky      | folk, country,         | 1986 – současnost |                  | Info o skupině[nedostupný zdroj]  |
| Ouagadougou | gospel,                | 2001 – současnost | Humenné          | Info o skupině                    |
| Overground  | rock                   | 2002 – současnost | Bratislava/Praha | Info o skupině                    |

Nahoru

## P
| Název                        | Žánr                 | Doba působení     | Místo              | Odkazy                                                      |
| Pacipacifik                  | country              |                   | Zvolen             | Stránky skupiny                                             |
| PaCoRa Trio                  | jazz, klasika,       | 2004 – současnost |                    | Stránky skupiny                                             |
| Padla na hlavu               |                      | 2003 – současnost |                    | Stránky skupiny                                             |
| Pančuchy Eleny Hríbovej      | bigbeat              | 1997 –            | Zvolen             | Stránky skupiny Archivováno 30. 1. 2009 na Wayback Machine. |
| Paradox                      | punk                 |                   | Bratislava         |                                                             |
| Party in rehearsal room no.7 | alternativa/pop      |                   | Košice             | Stránky skupiny                                             |
| Pathetic hypermarket band    | folk,                | 2003 – současnost | Bratislava         | Stránky skupiny Archivováno 2. 3. 2009 na Wayback Machine.  |
| Pavelčákovci                 | pop music            |                   | Košice             | Stránky skupiny                                             |
| Peha                         | pop, rock            | 1997 – současnost | Prešov             | Stránky skupiny                                             |
| Pengagi                      | country,             | 1983 – současnost | Nitra              | Stránky skupiny                                             |
| Peoples                      |                      | 2006 – současnost |                    | Info o skupině                                              |
| Percufonia                   |                      | 2004 – současnost |                    | Stránky skupiny                                             |
| Plus Mínus                   | punk rock, pop punk, | 2000 – současnost | Bratislava         | Stránky skupiny                                             |
| Ploštín punk                 |                      | 1992 – současnost | Liptovský Mikuláš  | Stránky skupiny                                             |
| P.M.Soft                     |                      | 2003 – současnost | Košice             | Info o skupině[nedostupný zdroj]                            |
| Poďme Do Práce               | punk, rock 'n' roll  | 1992 – současnost | Prešov             | Stránky skupiny                                             |
| Polemic                      | ska, reggae          | 1988 – současnost | Bratislava         | Stránky skupiny                                             |
| Portikus                     | rock, metal,         | 2002 – současnost | Rimavská Sobota    | Stránky skupiny                                             |
| Power of Flower              |                      | 2002 – současnost | Košice             | Stránky skupiny                                             |
| Pozor sXod!                  |                      | 2003 – 200?       |                    | Stránky skupiny                                             |
| Pressburger Klezmer Band     |                      | 1995 – současnost | Bratislava         | Stránky skupiny                                             |
| Pressburgrass                |                      |                   | Bratislava         | Info o skupině                                              |
| Pro Taxxis                   |                      | 2005 – současnost | Pezinok            | Info o skupině                                              |
| Prípad Ewi Burdovej          | punk, rock,          | 1993 –            |                    |                                                             |
| Profil                       |                      | 1974 – současnost |                    | Stránky skupiny                                             |
| Prúdy                        |                      | 1962 –            |                    | Info o skupině                                              |
| P.S.                         |                      | 1999 – současnost |                    | Stránky skupiny                                             |
| Puding pani Elvisovej        |                      | 1995 – současnost | Košice             | Stránky skupiny                                             |
| Punkreas                     | punk, crust          | ? – současnost    | Moldava nad Bodvou | Stránky skupiny                                             |
| PůLnOčNí MyŠ                 | rock-psychedelic     | 2003– současnost  | Košice/Sabinov     | Stránky skupiny                                             |

Nahoru

## Q
| Název          | Žánr   | Doba působení     | Místo | Odkazy          |
| Quarreling Men | metal, | 1999 – současnost |       | Stránky skupiny |
| QuasiMondo     |        |                   |       | Info o skupině  |

Nahoru

## R
| Název                    | Žánr        | Doba působení     | Místo      | Odkazy                                                         |
| Radix                    | metal       | 2005 – současnost |            | Info o skupině                                                 |
| Rain                     |             | 2003 – současnost | Bratislava | Info o skupině                                                 |
| ROBEN                    | Elektronica | 2010 – současnost | Bratislava | Oficiální stráanka Archivováno 6. 10. 2014 na Wayback Machine. |
| RockFor                  |             | 2005 – současnost |            | Stránky skupiny                                                |
| Rocklina Exil            |             | 2004 – současnost | Bratislava | Info o skupině[nedostupný zdroj]                               |
| Rolničky                 | folk        | 1991 – současnost |            | Stránky skupiny                                                |
| Rozkašľané deti          |             | 2000 – současnost |            | Stránky skupiny Archivováno 6. 2. 2005 na Wayback Machine.     |
| Rytmus z Rajeckej doliny |             | 1998 – současnost |            | Stránky skupiny                                                |

Nahoru

## S
| Název                           | Žánr                  | Doba působení     | Místo            | Odkazy                                                      |
| Salamander Band                 | folk,                 |                   |                  | Info o skupině                                              |
| Sedatívum                       |                       | 1997 – současnost |                  | Stránky skupiny                                             |
| Senzus                          |                       | 1978 – současnost |                  | Stránky skupiny                                             |
| Shine                           | gospel                | 1999 – současnost | Bratislava       | Stránky skupiny                                             |
| Schody                          |                       | 1992 – současnost |                  | Stránky skupiny                                             |
| Ska–pra šupina                  | ska                   | 1994 – současnost | Bratislava       | Info o skupině                                              |
| Ska2tonics                      | ska, reggae, ska punk | 1999 – současnost | Bratislava       | Stránky skupiny                                             |
| Slniečko (Punto & Rybace hlavy) |                       | 1984 – současnost | Piešťany         | Stránky skupiny                                             |
| Slnovrat                        | folk,                 | 1998 – současnost |                  | Stránky skupiny Archivováno 13. 2. 2009 na Wayback Machine. |
| Slobodná Európa                 | punk, rock            | 1989 – současnost | Bratislava       | Stránky skupiny                                             |
| Slovenská Klobása               | punk, rock,           | 1993 – současnost |                  | Stránky skupiny                                             |
| Smola a Hrušky                  |                       | 1996 – současnost |                  | Stránky skupiny                                             |
| Sosna                           |                       | 1992 – současnost |                  | Info o skupině Archivováno 23. 1. 2010 na Wayback Machine.  |
| Storm                           | rock/hard rock        | 2012 – současnost |                  | Info o skupině                                              |
| Strecha                         | punk                  |                   | Prešov           |                                                             |
| Street Spirit                   | punk                  | 1999 – současnost |                  | Stránky skupiny                                             |
| Strop                           |                       | 1990 – současnost | Chrenovec-Brusno | Stránky skupiny                                             |
| Supple People                   |                       | 2001 – současnost |                  | Stránky skupiny                                             |
| Šiesty (ne)zmysel               | folk,                 |                   |                  | Info o skupině                                              |

Nahoru

## T
| Název                                            | Žánr                            | Doba působení                  | Místo            | Odkazy                                                         |
| Taktici                                          |                                 | 1977 – 1979, 2005 – současnost | Bratislava       | Stránky skupiny Archivováno 16. 5. 2007 na Wayback Machine.    |
| Tatranka                                         | rock                            | 1987 – současnost              | Prešov           | Stránky skupiny                                                |
| Team                                             | pop rock                        | 1988 – současnost              | Bratislava       | Stránky skupiny                                                |
| Testpilot                                        | hard rock, art rock, rock       |                                |                  | Stránky skupiny Archivováno 26. 12. 2008 na Wayback Machine.   |
| The Bridgeheads                                  | rock                            | 2001 – současnost              | Bardejov         | Stránky skupiny                                                |
| The Buttons                                      | bigbeat                         | 1963 – současnost              |                  |                                                                |
| The Colt                                         | country                         | 2000 – současnost              | Spišská Nová Ves | Stránky skupiny                                                |
| The New Soulmen                                  | rock                            | 1968 – 1969                    |                  |                                                                |
| THE ROBEN                                        | progressive electronica / synth | 2010 – současnost              | Bratislava       | Stránka interpreta Archivováno 6. 10. 2014 na Wayback Machine. |
| The shramotes                                    | gospel,                         | 2000 – současnost              | Levice           | Stránky skupiny                                                |
| The Soulmen                                      |                                 | 1966 – 1968                    | Bratislava       |                                                                |
| The Swan Bride                                   | indie rock                      | 2006 – současnost              | Žilina           | Stránky skupiny                                                |
| Timothy                                          | gospel, rock, pop, folk,        |                                | Prešov           | Stránky skupiny                                                |
| Tiramisu                                         | gospel,                         |                                | Bratislava       | Stránky skupiny                                                |
| Toy Pištoľs                                      | punk,                           | 1995 – současnost              |                  | Stránky skupiny                                                |
| Tretí deň                                        | pop music, gospel               | 1992 – současnost              | Prievidza        | Info o skupině                                                 |
| Trinity group                                    | gospel,                         |                                |                  | Stránky skupiny                                                |
| True Face                                        | gospel, rock, blues,            |                                |                  | Stránky skupiny                                                |
| Tublatanka                                       | rock, hard rock, pop rock       | 1982 – současnost              | Bratislava       | Stránky skupiny                                                |
| Tuky Band                                        | country,                        |                                |                  | Stránky skupiny                                                |
| Túlaví                                           | folk,                           |                                | Bošany           |                                                                |
| Turkovci                                         |                                 | 2001 – současnost              |                  | Stránky skupiny                                                |
| Tweens (Twiins, Twice As Nice – od 2006 (název)) |                                 | 2000 – současnost              |                  | Info o skupině                                                 |

Nahoru

## U
| Název    | Žánr | Doba působení | Místo | Odkazy          |
| U.K.N.D. |      |               | Nitra | Stránky skupiny |

Nahoru

## V
| Název           | Žánr            | Doba působení        | Místo           | Odkazy          |
| Vandali         | punk rock       | 2001 – současnost    | Bratislava      | Info o skupině  |
| Vanilla Club    | rock            | 2000 – současnost    |                 | Stránky skupiny |
| Ventil RG       |                 | 1979 – 1985, 2007? – |                 | Info o skupině  |
| Vidiek          |                 | 1987 – současnost    |                 | Info o skupině  |
| Vocal plus      | vokální skupina | 1996 – současnost    | Banská Bystrica | Stránky skupiny |
| Vrbovskí víťazi |                 |                      | Vrbové          | Stránky skupiny |

Nahoru

## W
| Název | Žánr                  | Doba působení     | Místo  | Odkazy         |
| WAYD  | technický death metal | 1994 – současnost | Prešov | Info o skupině |

Nahoru

## Y
| Název                               | Žánr                                       | Doba působení | Místo | Odkazy          |
| Ypsilon band (ex - Parta z Ranča Y) | country, rock, rock and roll, blues, swing |               |       | Stránky skupiny |

Nahoru

## Z
| Název         | Žánr | Doba působení     | Místo      | Odkazy          |
| Z času na čas |      | 2003 – současnost | Šaľa       | Stránky skupiny |
| Zenit         |      | 197? – 1991       | Sereď      |                 |
| Zhoda Náhod   |      | 2000 – současnost |            | Stránky skupiny |
| Zóna A        | punk | 1984 – současnost | Bratislava | Stránky skupiny |
| Živé kvety    |      | 1994 – současnost |            | Stránky skupiny |

Nahoru